# Joshua Logan
Joshua Logan (Texas, 5 de Outubro de 1908 — Nova York, 12 de Julho de 1988), foi um diretor de cinema e roteirista norte-americano. Recebeu o Prémio Pulitzer de Teatro em 1950.

## Biografia
A ligação de Logan com o teatro começou cedo, nos anos 1920, quando era estudante da Universidade de Princeton. Ele foi um dos fundadores do grupo teatral University Players, onde tanto dirigia quanto atuava, aos lado de Henry Fonda e James Stewart.
Seu interesse pelo teatro levou-o a pleitear uma bolsa de estudos para a União Soviética onde pretendia aprender com Stanislavsky. Passou oito meses sob a orientação dele e, em 1930, de volta aos EUA, foi participar como ator de montagens da Broadway.
A partir de 1935 tornou-se um autor e diretor premiado, com experiências inclusive em Hollywood e, em 1938, dirigiu seu primeiro filme, I met my love again. Durante um período de 20 anos trabalhou na Broadway, com sucesso, mas com o início da Segunda Guerra Mundial, ingressou na Air Force Combat Inteligence, regressando a Hollywood em 1956, para dirigir Picnic.
Nos anos 1970, Joshua Logan se recolheu a sua casa em Nova Iorque, onde dirigia e interpretava encenações e publicou duas autobiografias. Sofria de psicose maníaco-depressiva e, quando morreu, quase octogenário e vítima de problemas neurológicos, deixou viúva a atriz Nedda Harrigan, com quem foi casado por 43 anos.

## Filmografia

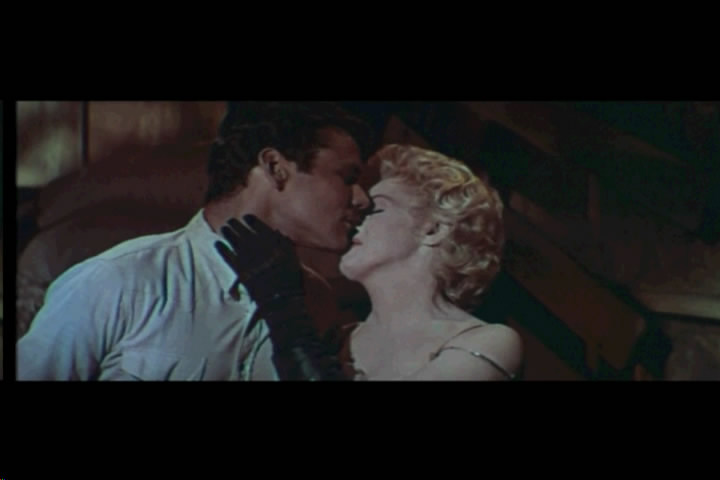
<Cena do filme Bus Stop, com Marilyn Monroe e Don Murray.

- 1969 - Paint Your Wagon (br: Os aventureiros do ouro)
- 1967 - Camelot
- 1964 - Ensign Pulver (br: O barco do desespero)
- 1961 - Fanny
- 1960 - Tall Story (br: Até os fortes vacilam)
- 1958 - South Pacific (br: Ao sul do Pacífico)
- 1957 - Sayonara
- 1956 - Bus Stop (br: Nunca fui santa / pt: Paragem de autocarro)
- 1955 - Picnic (br: Férias de amor / pt: Piquenique)
- 1955 - Mister Roberts (não creditado)
- 1938 - I Met My Love Again (br: Tinha que ser tua) - co-direção